# Serie A Élite 2025-2026 (rugby a 15 femminile)
La Serie A Élite 2025-26 è il 35º campionato di rugby a 15 femminile di prima divisione organizzato dalla Federazione Italiana Rugby e il 42º assoluto.
Si tiene dal 19 ottobre 2025 al 28 marzo 2026 tra 8 squadre che si affrontano nella stagione regolare a girone unico per determinare le quattro semifinaliste ammesse ai play-off.
L'ultima classificata retrocede in serie A ed è rimpiazzata dalla vincitrice di tale campionato.
Con la promozione della giovane Neapolis, nata dall'integrazione societaria di Amatori Torre del Greco e Amatori Napoli, tutte le quattro maggiori città d'Italia (Roma, Napoli, Torino e Milano) sono rappresentate nel massimo torneo.
Il valore delle marcature, come stabilito da World Rugby nel 2017, è: 5 punti per ciascuna meta (7 se trasformata), 7 punti per la meta tecnica, 3 punti per la realizzazione di ciascun calcio piazzato, idem per il drop.

## Formula
Le otto squadre si affrontano a girone unico nella stagione regolare; la classifica è stilata secondo il sistema di punteggio a bonus dell'Emisfero Sud (4 punti per ogni vittoria, 2 per ogni pareggio, zero per le sconfitte, più eventali punti di bonus difensivo per la squadra sconfitta con sette o meno punti di scarto e quella che in gara marchi almeno 4 mete).
Alla fine della stagione regolare, in semifinale la prima classificata affronta in casa la quarta nella prima semifinale, mentre la seconda affronta in casa la terza; la finale è in gara unica in sede designata dalla Federazione.
L'ultima classificata della stagione regolare è retrocessa in Serie A 2026-27. 

## Squadre partecipanti
- Capitolina (Roma)
- Colorno
- CUS Milano
- CUS Torino
- Neapolis (Napoli)
- Red Panthers (Treviso)
- Valsugana (Padova)
- Villorba

## Stagione regolare

### Risultati
| 19-10-2025 | 1ª/8ª giornata           | 18-1-2026 |
| ---------- | ------------------------ | --------- |
|            | Colorno – Capitolina     |           |
|            | Neapolis – Red Panthers  |           |
|            | Valsugana – CUS Torino   |           |
|            | Villorba – CUS Milano    |           |
|            |                          |           |
| 30-11-2025 | 4ª/11ª giornata          | 15-2-2026 |
|            | Capitolina – Villorba    |           |
|            | Colorno – Neapolis       |           |
|            | CUS Milano – CUS Torino  |           |
|            | Red Panthers – Valsugana |           |
|            |                          |           |
| 11-1-2026  | 7ª/14ª giornata          | 15-3-2026 |
|            | CUS Milano – Capitolina  |           |
|            | CUS Torino – Villorba    |           |
|            | Red Panthers – Colorno   |           |
|            | Valsugana – Neapolis     |           |

| 26-10-2025 | 2ª/9ª giornata            | 25-1-2026 |
| ---------- | ------------------------- | --------- |
|            | Capitolina – Valsugana    |           |
|            | CUS Milano – Neapolis     |           |
|            | CUS Torino – Colorno      |           |
|            | Red Panthers – Villorba   |           |
|            |                           |           |
| 7-12-2025  | 5ª/12ª giornata           | 22-2-2026 |
|            | CUS Milano – Red Panthers |           |
|            | CUS Torino – Capitolina   |           |
|            | Valsugana – Colorno       |           |
|            | Villorba – Neapolis       |           |

| 2-11-2025  | 3ª/10ª giornata           | 1-2-2026 |
| ---------- | ------------------------- | -------- |
|            | CUS Torino – Red Panthers |          |
|            | Neapolis – Capitolina     |          |
|            | Valsugana – CUS Milano    |          |
|            | Villorba – Colorno        |          |
|            |                           |          |
| 14-12-2025 | 6ª/13ª giornata           | 1-3-2026 |
|            | Capitolina – Red Panthers |          |
|            | Colorno – CUS Milano      |          |
|            | Neapolis – CUS Torino     |          |
|            | Villorba – Valsugana      |          |

### Classifica
| Pos | Squadra      | G | V | N | P | PF | PS | DP | BMP | Pt |
| --- | ------------ | - | - | - | - | -- | -- | -- | --- | -- |
| 1   | Capitolina   | 0 | 0 | 0 | 0 | 0  | 0  | 0  | 0   | 0  |
| 2   | Colorno      | 0 | 0 | 0 | 0 | 0  | 0  | 0  | 0   | 0  |
| 3   | CUS Milano   | 0 | 0 | 0 | 0 | 0  | 0  | 0  | 0   | 0  |
| 4   | CUS Torino   | 0 | 0 | 0 | 0 | 0  | 0  | 0  | 0   | 0  |
| 5   | Neapolis     | 0 | 0 | 0 | 0 | 0  | 0  | 0  | 0   | 0  |
| 6   | Red Panthers | 0 | 0 | 0 | 0 | 0  | 0  | 0  | 0   | 0  |
| 7   | Valsugana    | 0 | 0 | 0 | 0 | 0  | 0  | 0  | 0   | 0  |
| 8   | Villorba     | 0 | 0 | 0 | 0 | 0  | 0  | 0  | 0   | 0  |

## Play-off
|  | Semifinali | Semifinali | Semifinali |  |  | Finale | Finale | Finale |  |
|  |            |            |            |  |  |        |        |        |  |
|  | 1          | TBD        |            |  |  |        |        |        |  |
|  | 1          | TBD        |            |  |  |        |        |        |  |
|  | 4          | TBD        |            |  |  |        |        |        |  |
|  | 4          | TBD        | TBD        |  |  |        |        |        |  |
|  |            |            |            |  |  |        |        |        |  |
|  |            |            | TBD        |  |  |        |        |        |  |
|  | 2          | TBD        |            |  |  |        |        |        |  |
|  | 2          | TBD        |            |  |  |        |        |        |  |
|  | 3          | TBD        |            |  |  |        |        |        |  |

### Semifinali
| 21 marzo 2026 | TBD | – | TBD |  |

| 21 marzo 2026 | TBD | – | TBD |  |

### Finale
| 28 marzo 2026 | TBD | – | TBD |  |